# Pomorska Szkoła Sztuk Pięknych
Pomorska Szkoła Sztuk Pięknych – prywatna szkoła artystyczna istniejąca w latach 1922–1939, założona i kierowana przez Wacława Szczeblewskiego w Grudziądzu, a następnie w Gdyni.

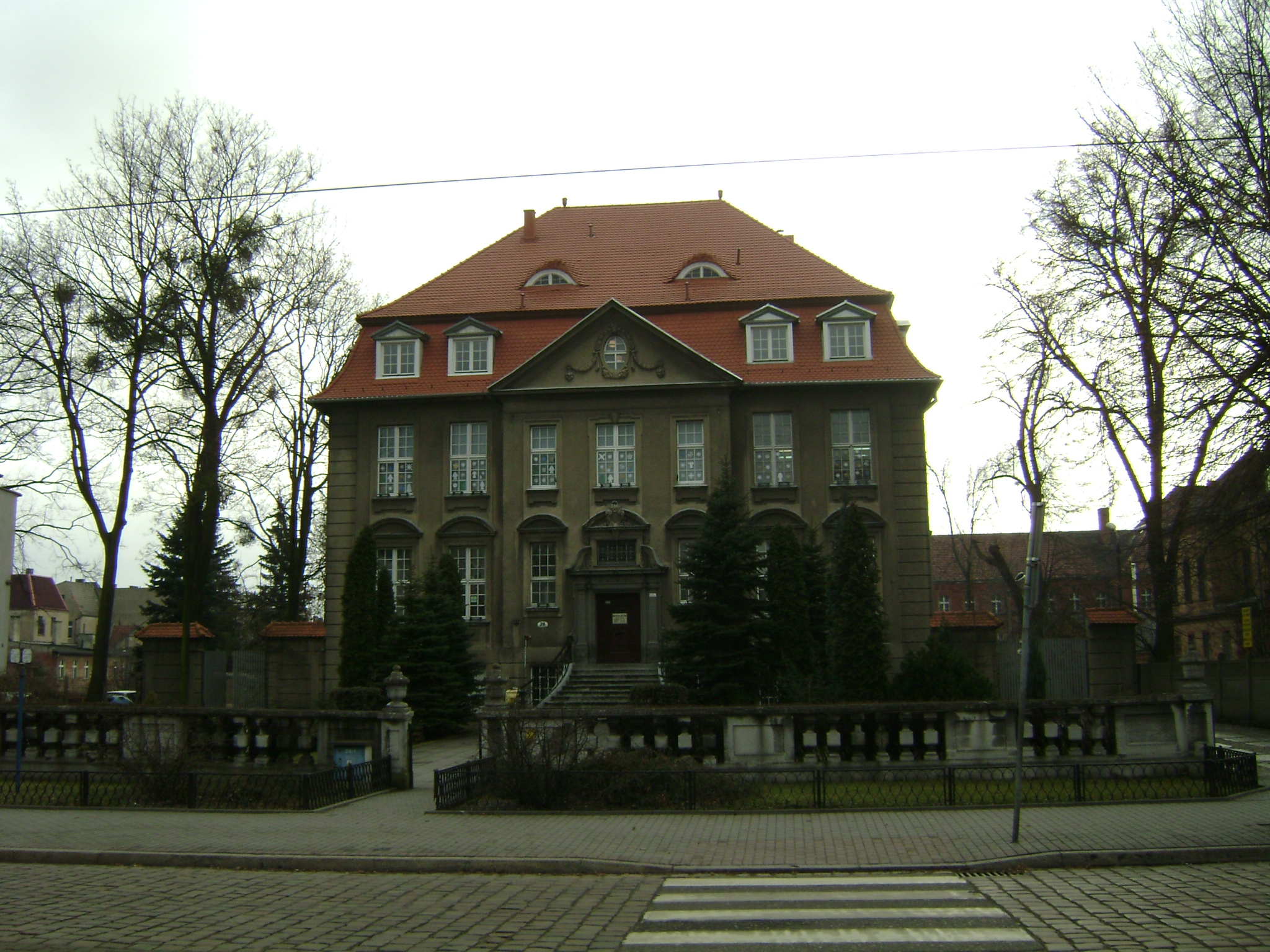
Biblioteka Miejska w Grudziądzu - pierwsza siedziba Pomorskiej Szkoły Sztuk Pięknych

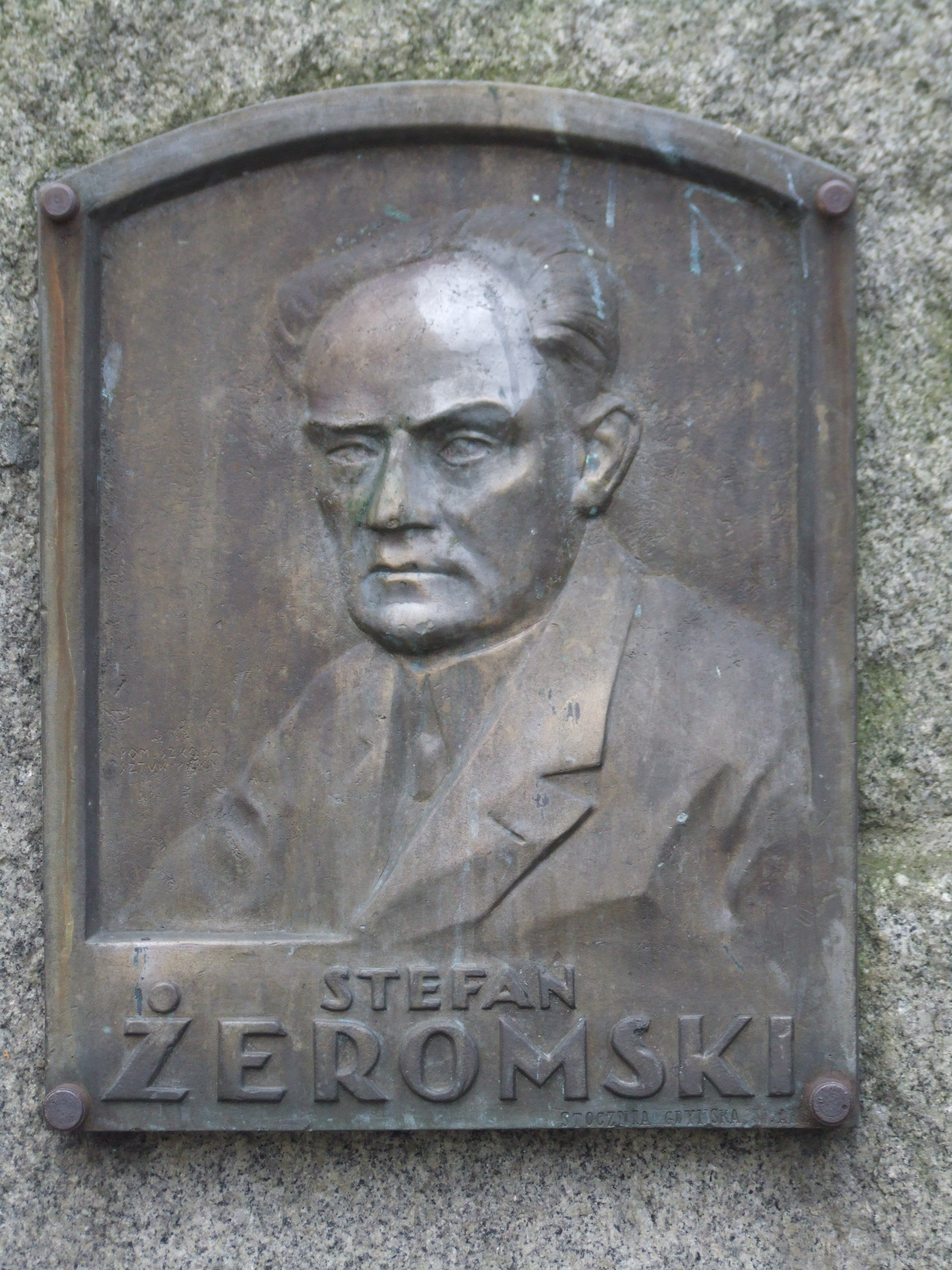
Tablica Stefana Żeromskiego w Gdyni

Pomysł założenia szkoły przez artystę w Grudziądzu wysunął osobiście marszałek Józef Piłsudski podczas zwiedzania Pierwszej Wystawy Sztuk Pięknych Artystów Pomorskich w 1921. Przy poparciu władz  miejskich, które udostępniły pomieszczenia w gmachu Muzeum i Biblioteki Miejskiej przy ul. Legionów 28, zajęcia rozpoczęły się 1 listopada 1922. Szkoła miała charakter otwartej średniej szkoły zawodowej, uczęszczali do niej zarówno gimnazjaliści, jak nauczyciele szkolni, oficerowie i lekarze. Nauka trwała 3 lata (6 semestrów). Nauczano - w teorii i praktyce - rysunku, grafiki, malarstwa i rzeźby. Nacisk kładziono na osadzenie w tradycji regionu pomorskiego, ze szczególnym uwzględnieniem motywów kaszubskich. Szkoła organizowała wystawy, Szczeblewski i uczniowie byli autorami wystroju kościoła garnizonowego (świątynia niezachowana), a także scenografii monumentalnego plenerowego widowiska Quo vadis, wystawionego w grudziądzkiej Operze Leśnej (1928). Ogółem na zajęcia uczęszczało w tym okresie ponad 100 osób, z czego pomyślnie ukończyło je 31. Jednym z pierwszych wykładowców był malarz Franciszek Konitzer.
W 1932 z okazji 10-lecia szkoły zorganizowano wystawę jubileuszową podczas Dni Morza w Gdyni i wówczas powstała inicjatywa władz miejskich, utworzenia filii szkoły i udzielenia pomocy finansowej. 28 października 1933 zainaugurowano działalność w specjalnie wzniesionej willi przy ul. Pomorskiej 18 (proj. inż. arch. Zbigniew Kupiec), początkowo formalnie jako oddziału szkoły grudziądzkiej, od 1934, po zakończeniu przeprowadzki z Grudziądza,  jako samodzielna Prywatna Pomorska Szkoła Sztuk Pięknych, na prawach państwowych szkół publicznych, jedna z 12 szkół tego typu w kraju. Rocznie na zajęcia uczęszczało 21-39 uczniów, z okresu gdyńskiego udało się ustalić 84 nazwiska uczniów. 
Przyjmowano 2 grupy uczniów: zwyczajnych, w wieku 16 lat i nadzwyczajnych, o już ugruntowanej sytuacji zawodowej, uczęszczających na zajęcia popołudniowe. W porównaniu z okresem poprzednim, oferta zajęć uległa poszerzeniu. Większość przedmiotów kierunkowych wykładał osobiście W. Szczeblewski. W 1937 zorganizowano wielką wystawę z okazji 15-lecia szkoły (446 prac). Wykonywano szereg zleceń na terenie miasta, w tym wystrój plastyczny Urzędu Stanu Cywilnego i brązowe tablice pamiątkowe Stefana Żeromskiego (1935) i Antoniego Abrahama (1936).
Podczas okupacji niemieckiej budynek został skonfiskowany, a dorobek artystyczny uległ zniszczeniu.
W Grudziądzu w 1987 z okazji 65. rocznicy powstania szkoły wybito pamiątkowy medal i w Bibliotece Miejskiej odsłonięto tablicę pamiątkową, w 1991 odsłonięto tablicę na gdyńskiej siedzibie PSSP.
Do uczniów należeli m.in. Inger Borchsenius (Dania), Bolesław Just, Maksymilian Kasprowicz, Józef Łakomiak, Anna Pietrowiec, Rajmund Pietkiewicz, Leon Staniszewski, Elżbieta Szczodrowska, Alojzy Trendel.